# Ravinia
Ravinia est une municipalité américaine située dans le comté de Charles Mix, dans l'État du Dakota du Sud.
Fondée en 1909, la localité doit son nom à une jeune fille amérindienne ou à sa localisation dans un ravin.

## Démographie
Selon le recensement de 2010, elle compte 61 habitants. La municipalité s'étend sur 0,25 milles carrés (0,65 km2).
| 1910 | 1920 | 1930 | 1940 | 1950 | 1960 |
| ---- | ---- | ---- | ---- | ---- | ---- |
| 81   | 199  | 157  | 155  | 200  | 164  |

| 1970 | 1980 | 1990 | 2000 | 2010 | - |
| ---- | ---- | ---- | ---- | ---- | - |
| 109  | 88   | 79   | 79   | 61   | - |